# Homohuwelijk in het Koninkrijk der Nederlanden

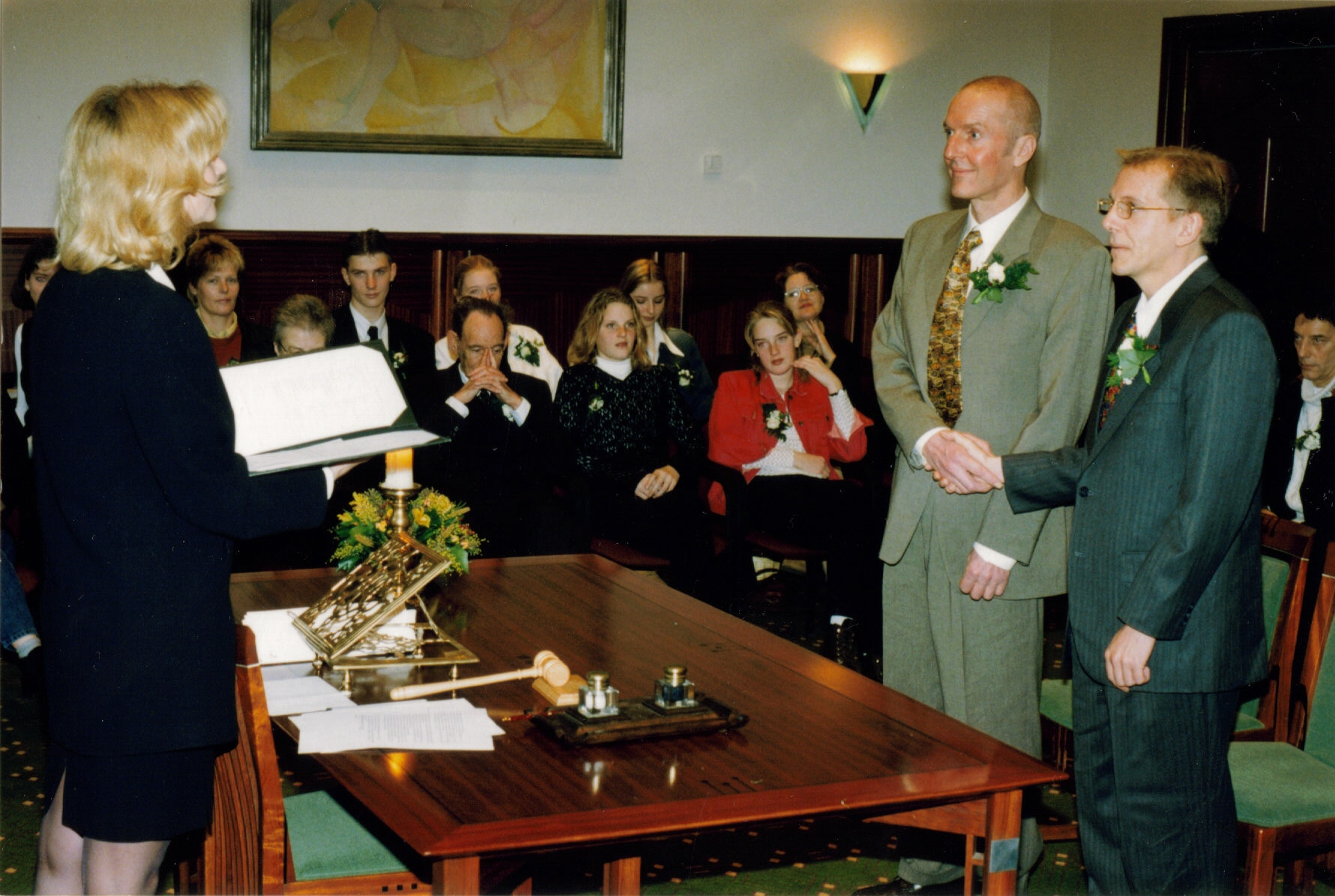
Een homohuwelijk in Amsterdam in de eerste maand nadat het huwelijk daar werd gelegaliseerd.

In het Koninkrijk der Nederlanden kunnen partners van hetzelfde geslacht in Nederland, Aruba en Curaçao trouwen. In het land Sint Maarten bestaat die mogelijkheid niet, dat komt doordat het Koninkrijk der Nederlanden geen gemeenschappelijk civiel recht kent. 

## Nederland
Sinds 2001 kunnen twee vrouwen of twee mannen in Nederland voor de wet trouwen, waarmee Nederland het eerste land ter wereld was waar dit mogelijk werd. De Wet Openstelling Huwelijk is op 1 april van dat jaar in werking getreden. Sindsdien staat het burgerlijk huwelijk er ook open voor partners van hetzelfde geslacht. 
De Nederlandse wet spreekt overigens niet van "homohuwelijk", maar staat het huwelijk toe tussen twee personen, los van het geslacht. 

### Caribisch Nederland
Voor Bonaire, Sint Eustatius en Saba is de openstelling op 10 oktober 2012 ingegaan. Deze drie eilanden zijn sinds 2010 staatkundig onderdeel van Nederland geworden, de wijzigingen op het gebied van het burgerlijk recht gingen twee jaar later in. 

## Aruba
Aruba kent het homohuwelijk sinds 12 juli 2024. De Hoge Raad wees op die datum een arrest waarmee de openstelling van het huwelijk werd geregeld, ook voor Curaçao. Twee personen die met elkaar wilde trouwen en belangenorganisatie Orguyo hadden een zaak aangespannen tegen de Arubaanse overheid, om zo het homohuwelijk mogelijk te maken. De Hoge Raad bevestigde hiermee een eerdere uitspraak van het Gemeenschappelijk Hof van Justitie, waartegen door de Arubaanse overheid cassatie werd ingesteld.
In de Arubaanse wet was geregeld dat het huwelijk alleen mogelijk was voor een man een een vrouw. Naar het oordeel van de Hoge Raad en eerder het Hof, was dit in strijd met het discriminatieverbod uit de Staatsregeling van Aruba. Ondanks dat in Aruba een geregistreerd partnerschap mogelijk werd, zou er nog steeds een ongelijkheid bestaan tussen koppels van gelijk en ongelijk geslacht. 
In het cassatieberoep stelde Aruba zich op het standpunt dat de rechter terughoudend moet zijn om in te grijpen in de wet en dat het daarom niet juist is om als rechter de wet te wijzigen. De Hoge Raad oordeelde dat het Hof de afweging juist gemaakt heeft en dat het opheffen van het "rechtstekort" belangrijker is.
In juni 2024 wezen de Staten van Aruba een wetsvoorstel om het homohuwelijk in te voeren nog nipt af, maar door het arrest werd de openstelling van het huwelijk alsnog geregeld. 

### Oduber-Lamers/Aruba
Oorspronkelijk was het voor een in Nederland getrouwd homopaar zich in te laten schrijven als echtpaar op Aruba. Toen Charlene Oduber en Ester Lamers, die in Rotterdam zijn getrouwd, zich op Aruba wilden inschrijven als echtpaar, kregen zij te verstaan dat dit niet mogelijk was. Zij wendden zich hierop tot het Gerecht in Eerste Aanleg van Aruba. De rechter oordeelde in zijn uitspraak van 9 december 2004 dat artikel 40 van het Statuut voor het Koninkrijk der Nederlanden, waarin bepaald wordt dat alle "authentieke akten" in het hele Koninkrijk gelden, meebrengt dat ook de huwelijksakte op Aruba erkend moet worden. Op 23 augustus 2005 stelde in hoger beroep ook het Gemeenschappelijk Hof van Justitie van de Nederlandse Antillen en Aruba het echtpaar in het gelijk.
Het tegen de beschikking van het Gemeenschappelijk Hof gerichte cassatieberoep van Aruba is op 13 april 2007 verworpen door de Hoge Raad. De Hoge Raad heeft geoordeeld dat artikel 40 van het Statuut meebrengt dat een in Nederland, de Nederlandse Antillen of Aruba (de landen waar het Koninkrijk op dat moment uit bestond) door een ambtenaar opgemaakte akte, zoals een huwelijksakte, in alle delen van het Koninkrijk dezelfde rechtskracht en gevolgen heeft. Het Koninkrijk geldt op dit punt als één rechtsgebied. Daarom moet de Arubaanse rechter de rechtskracht van deze Nederlandse huwelijksakte zonder meer aanvaarden en mag hij die niet toetsen aan het Arubaanse recht of de Arubaanse openbare orde. Dat wordt niet anders doordat het hier gaat om een huwelijk tussen personen van hetzelfde geslacht en een dergelijk huwelijk in de cultuur van Aruba en van de landen in de regio wordt afgewezen omdat dit als strijdig met de goede zeden wordt beschouwd.

## Curaçao
Curaçao kent het homohuwelijk sinds 12 juli 2024. Op die datum wees De Hoge Raad wees op die datum een arrest waarmee de openstelling van het huwelijk werd geregeld, ook voor Aruba. De Hoge Raad volgde hiermee een eerdere uitspraak van het Gemeenschappelijk Hof van Justitie.
Er was een zaak aangespannen door twee personen die wensten te trouwen en door mensenrechtenorganisatie Human Rights Caribbean Foundation. Met de zaak wilden de eisers het homohuwelijk op Curaçao mogelijk maken.
In Curaçao bestaat er, anders dan op Aruba, geen geregistreerd partnerschap. Hiermee is het voor stellen op Curaçao niet mogelijk hun relatie te registreren. Dit is, volgens het Hof en de Hoge Raad, in strijd met het non-discriminatiebeginsel. Enkel een geregistreerd partnerschap is niet voldoende, omdat dat als "minderwaardig" kan worden gezien ten opzichte van het huwelijk, dat een grote symbolische en emotionele waarde heeft.
De Hoge Raad volgt het Hof in het zelf treffen van een voorziening voor een homohuwelijk op Curaçao. In het cassatieberoep voerde Curaçao aan dat de eventuele openstelling van het huwelijk een aangelegenheid is voor de Staten van Curaçao. De Hoge Raad ging niet mee in die redenering, temeer omdat het rechtstekort al geruime tijd bestond en omdat de aanpassing technisch niet ingewikkeld is.

### Inschrijving van huwelijken
Overeenkomstig de uitspraak van de Hoge Raad in de zaak Oduber-Lamers worden Nederlandse akten op Curaçao ingeschreven in het register voor de burgerlijke stand .
Volgens de rechter betekent het recht op inschrijving als gehuwd volgens de wet basisadministratie (verplicht volgens de cassatie-uitspraak in Aruba) echter niet dat naar Nederlands-Antilliaans recht (dat is overgenomen op Curaçao en Sint Maarten) ieder huwelijk een huwelijk is volgens de Nederlands-Antilliaanse huwelijksdefinitie, volgens welke een man immers alleen met een vrouw getrouwd kan zijn (en andersom). Daarom is verschillende behandeling mogelijk. Regelingen op basis waarvan samenwonende heterostellen bepaalde voordelen genieten, moeten echter (conform het non-discriminatiebeginsel) ook voor homostellen gelden (ongeacht hun huwelijkse status).

## Sint Maarten
In het burgerlijk recht van Sint Maarten is een huwelijk voorbehouden aan een man en een vrouw. Het Gemeenschappelijk Hof van Justitie en de Hoge Raad hebben zich (anno 2024) niet uitgesproken over de situatie in Sint Maarten, zoals dat wel het geval was voor Aruba en Curaçao. Gezien het precedent van de andere koninkrijksdelen is het waarschijnlijk dat het Hof een openstelling van het huwelijk zou opleggen; hiervoor moet een burgerlijke partij echter eerst de staat aanklagen.
In het noordelijke deel van het eiland, het Franse Saint-Martin is het huwelijk voor personen van gelijk geslacht opengesteld sinds 2013, toen werd de openstelling van het huwelijk in Frankrijk namelijk geregeld.